# Abbeteshagen
Abbeteshagen (Abbethshaghen, dosł. Opatów) – dawna wieś, poświadczona 1305 w dokumencie konfirmacyjnym margrabiego brandenburskiego Waldemara dla opactwa cystersów w Bierzwniku, która znajdowała się na obszarach współczesnej wsi Bierzwnik i Przeczno. Powstała w miejscu poręby z inicjatywy cystersów i pierwotnie nosiła miano Indagine (niem. Hagen). Według brandenburskiego landbuchu (księgi ziemskiej) z 1337 wchodząca w skład dominium cysterskiego wieś liczyła 40 łanów, w tym 3 plebańskie, a płaciła pacht w wysokości 8 szylingów. Poświadczona jako włość cystersów ok. 1450 w konfirmacji wielkiego mistrza krzyżackiego. Zanikła w ciągu XV w., jej pola włączono w skład wsi graniczących.